# Ronny Chieng
Ronny Chieng, född 21 november 1985 i Johor Baharu, är en malayisk-amerikansk skådespelare.
Chieng har bland annat medverkat i filmerna Shang-Chi and the Legend of the Ten Rings från 2021, M3GAN från 2022 och Joy Ride från 2023.

## Filmografi (i urval)
- 2021 – Shang-Chi and the Legend of the Ten Rings
- 2022 – M3GAN
- 2023 – Joy Ride
- 2023 – American Born Chinese (TV-serie)